# 郝怡霖
郝怡霖 （2005年8月23日—），河南鄭州人，中國大陸女演员。曾出演《芈月传》、《老子传奇》、《小茜当家》、《龙拳小子》、《快乐星球》、《乱世之定秦剑》。